# 奧蘭治自由邦
奧蘭治自由邦是十九世紀下半期位於非洲南部的一個獨立國家，後來成為了南非的省份。它是自由邦省的前身。它的開拓者在離開英國管治的好望角州後，把這個在奧蘭治河與法爾河中間的地帶，建立成一個自由的國家，後來在1848年被英國入侵。英國於1854年2月17日承認獨立的奧蘭治自由邦，此國家在2月23日簽署奧蘭治河協定後正式獨立，而德兰士瓦共和國亦在兩年後得以獨立。
雖然奧蘭治自由邦一開始發展成一個政治經濟上都非常成功的共和國，但後來它經歷了和英國的長期戰爭（詳見布爾戰爭），直至它在1900年被英國殖民，成為奧蘭治河殖民地。於1910年，它加入了南非聯邦。這個共和國的名字有一部份是源自奧蘭治河（正如德兰士瓦共和國的名字源自法爾河），但兩個名字都是荷蘭新教拓荒者以荷蘭執政家庭--奧蘭治家族的名義賜予的。

## 歷任總統
1. 第一任總統：J．P. 荷夫曼（1854-1855）
2. 第二任總統：J.N. 波斯荷夫（1855-1859）
3. 第三任總統：M.W. 比圖利斯（1859-1863，後於1857至1871年期間擔任南非共和國總統）
4. 第四任總統：J.H.伯德（1864-1888）
5. 第五任總統：F.W.懷茲（1889-1895）
6. 第六及第七任總統：M.T.史坦恩（1896-1902）

- 代理總統：C.R. 迪維特（西元1902年5月29~31日，為維瑞寧條約的簽署人）

## 國旗
奧蘭治自由邦的國旗在1856年正式通過，它有橙白相間的橫向條子（三橙四白，白色在最外圍），還有一個荷蘭國旗的版本（1975年，葛拉福．羅尼特與史威蘭丹第一次使用）。南非之前的國旗（1927-1994）中也有一支直掛的奧蘭治自由邦國旗，就在它中間的白色條紋裡。

## 郵票
奧蘭治自由邦在1868年首次推出郵票，直至1897年才停止。唯一的設計是一棵橙樹，周邊有字樣「oranje Vrij Staat」（奧蘭治自由邦）。郵票由德拉雷公司印刷，面額由一便士至五仙令，並有不同顏色。由於不時有短缺的情況出現，在1877、1881、1882、1890、1892、1896、1897年，都有過量印刷。共和國的郵票算是非常普遍，但某些過量印刷的郵票則相當罕有，價錢在美金$200元左右。當中有不少印刷錯誤（逆轉、雙面等），而它們的價錢亦非常高昂。

## 外部連結
- 世界旗帜网（FOTW）的Orange Free State (South Africa)
- National Anthem of the Orange Free State (1854–1902) （页面存档备份，存于） on YouTube